# Niedźwiedzie (Pisz)
Niedźwiedzie (deutsch Niedzwedzen, 1924 bis 1945 Reinersdorf) ist ein Ort in der polnischen Woiwodschaft Ermland-Masuren. Er gehört zur Gmina Pisz (Stadt- und Landgemeinde Johannisburg) im Powiat Piski (Kreis Johannisburg).

## Geographische Lage
Niedźwiedzie liegt im Südosten der Woiwodschaft Ermland-Masuren, drei Kilometer südlich der Kreisstadt Pisz (deutsch Johannisburg).

## Geschichte
Das kleine und vor 1579 Niedzwitz, vor 1785 Niedzwiedzien, nach 1871 Niedszwedzen und bis 1924 Niedzwedzen genannte Dorf wurde 1538 als Gut eines Wildnisbereiters mit zehn Hufen nach Magdeburgischem Recht gegründet. Das heutige Dorf liegt etwa 500 Meter östlich der einstigen Ortsstelle, deren Friedhof dort noch erkennbar ist. 
Der Ort gehörte zum Kreis Johannisburg im Regierungsbezirk Gumbinnen (ab 1905: Regierungsbezirk Allenstein) in der preußischen Provinz Ostpreußen. Von 1874 bis 1945 war er in den Amtsbezirk Kallenzinnen (ab 1938 „Amtsbezirk Dreifelde“)  eingegliedert.
Im Jahre 1910 zählte Niedzwedzen 206 Einwohner. Am 27. Juni 1924 wurde der Ort in „Reinersdorf“ umbenannt. Die Einwohnerzahl belief sich 1933 auf 168 und betrug 1939 noch 155.
In Kriegsfolge kam das Dorf 1945 mit dem gesamten südlichen Ostpreußen zu Polen und erhielt die polnische Namensform „Niedźwiedzie“. Heute ist es eine Ortschaft im Verbund der Stadt- und Landgemeinde Pisz (Johannisburg) im Powiat Piski (Kreis Johannisburg), bis 1998 der Woiwodschaft Suwałki, seitdem der Woiwodschaft Ermland-Masuren zugehörig.

## Religionen
Niedzwedzen war bis 1945 in die evangelische Kirche Johannisburg in der Kirchenprovinz Ostpreußen der Kirche der Altpreußischen Union sowie in die römisch-katholische Kirche in Johannisburg im damaligen Bistum Ermland eingepfarrt.
Heute gehört Niedźwiedzie kirchlich ebenfalls zur Kreisstadt und ist katholischerseits in die dortige Pfarrkirche, jetzt im Bistum Ełk der Römisch-katholischen Kirche in Polen einbezogen. Die evangelischen Einwohner orientierten sich zu ihrer Kirchengemeinde in Pisz, die nun zur Diözese Masuren der Evangelisch-Augsburgischen Kirche in Polen gehört.

## Schule
Niedzwedzen wurde 1737 ein Schulort.

## Verkehr
Niedźwiedzie liegt an der verkehrstechnisch bedeutenden polnischen Landesstraße 63, die in Nord-Süd-Richtung vier Woiwodschaften durchzieht und die polnisch-russische mit der polnisch-belarussischen Staatsgrenze verbindet. Die nächste Bahnstation ist die Stadt Pisz an der Bahnstrecke Olsztyn–Ełk (deutsch Allenstein–Lyck).